# Beni Bouzra
Beni Bouzra (بني بوزرة, ook wel getranslitereerd als Bni Bu Zrah) of Ait Bouzra  is een kustplaats in de provincie Chefchaouen in het noordelijk deel van Marokko. Het plaatsje ligt bij de monding van de Wadi Laou in de Middellandse Zee. De bewoners spreken Ghomara, een Berbertaal. 